# David Nash
Lynn Howells (Maerdy, 29 maggio 1950 – 30 ottobre 2016) è stato un allenatore di rugby a 15 e rugbista a 15 gallese, che giocava nel ruolo di numero 8 per l'Ebbw Vale e in sei occasioni ha rappresentato il Galles. Nel 1967 è stato il primo commissario tecnico della nazionale gallese.
Con la nazionale ha fatto il suo esordio il 3 dicembre 1960 contro il Sudafrica, mentre la sua ultima partita è quella contro la Francia il 24 marzo 1962.
Quando nel 1967 la Welsh Rugby Union decise di dotare il Galles di un allenatore, la scelta ricadde proprio su Nash, che divenne così il primo allenatore della nazionale. La federazione lo ingaggiò con un contratto per una stagione, ma quando non gli permise di seguire la squadra nel tour in Argentina nel 1968, Nash si dimise. In seguito la federazione tornò sui suoi passi e scelse Clive Rowlands come allenatore durante il tour.
In totale Nash ha guidato il Galles dalla panchina in cinque occasioni, vincendo una sola partita.